# Pisístrato (filho de Nestor)
Pisístrato foi um dos filhos de Nestor.
Nestor era filho de Neleu e Clóris, filha de Anfião. Nestor casou-se com Anaxíbia e teve duas filhas, Pisídice e Policasta, e sete filhos, Perseus, Stratichus, Aretus, Echephron, Pisístrato, Antíloco e Trasimedes. Segundo Homero, a esposa de Nestor era Eurídice, a filha mais velha de Clímeno.
Quando Telêmaco e Mentor (a deusa Palas Atena usando um disfarce) chegaram a Pilos para ouvir notícias de Odisseu, pai de Telêmaco, foram recebidos por Pisístrato, que os conduziu à mesa, colocou-os ao lado de seu pai Nestor e de Trasimedes, e os urgiu a fazerem uma oração a Posidão; Atena ficou feliz com a sabedoria e o julgamento de Pisístrato. Como Pisístrato, dos filhos de Nestor, era o único solteiro, foi com ele que Telêmaco dormiu. Seis filhos de Nestor estavam vivos neste momento, sendo Pisístrato o mais novo deles; Antíloco morrera na Guerra de Troia.
Pisístrato acompanhou Telêmaco em sua busca por Odisseu, indo a Fáris, onde reinava Diocles, filho de Orsíloco, filho de Alfeu, e à Lacedemônia, onde reinava Menelau. Quando Telêmeco voltou para Ítaca, se separou de Pisístrato quando este ficou em Pilos.
Quando os heráclidas expulsaram os descendentes de Nestor da Messênia, seus líderes eram:
- Alcmeão, filho de Sillus, filho de Trasimedes;
- Pisístrato, filho de Pisístrato;
- os filhos de Paeon, filho de Antíloco e
- Melanto, filho de Andropompo, filho de Borus, filho de Pentilo, filho de Periclímeno. Periclímeno era irmão de Nestor.[2]

Pausânias ignora o destino deste Pisístrato, filho de Pisístrato, mas os outros descendentes de Neleu se estabeleceram em Atenas; deles descendem as famílias atenienses dos Paeonidae e dos Alcmeônidas, e Melanto se tornou rei.
Hipócrates, pai de Pisístrato, tirano de Atenas, se dizia descendente dos exilados de Pilos, os filhos de Neleu, que vieram para Atenas junto com Melanto; o nome de seu filho Pisístrato foi uma homenagem a Pisístrato, filho de Nestor.